# Trachusa rubopunctata
Trachusa rubopunctata är en biart som först beskrevs av Wu 1992.  Trachusa rubopunctata ingår i släktet hartsbin, och familjen buksamlarbin. Inga underarter finns listade i Catalogue of Life.